# La Peñota
La Peñota är en bergstopp i Spanien.   Den ligger i provinsen Provincia de Segovia och regionen Kastilien och Leon, i den centrala delen av landet, 50 km nordväst om huvudstaden Madrid. Toppen på La Peñota är 1 904 meter över havet, eller 180 meter över den omgivande terrängen. Bredden vid basen är 1,6 km.
Terrängen runt La Peñota är huvudsakligen lite bergig.Runt La Peñota är det ganska tätbefolkat, med 207 invånare per kvadratkilometer. Närmaste större samhälle är Collado-Villalba, 14,9 km sydost om La Peñota. Trakten runt La Peñota består till största delen av jordbruksmark.